# Полско кралство
 Тази статия е за полските земи в Руската империя.  За подобни наименования вижте Кралство Полша.  
Полското кралство (на руски: царство Польское; на полски: Królestwo Polskie), или известно още като Конгресна Полша (на руски: конгрессовая Польша; на полски: Królestwo Kongresowe) е названието на онези полски земи, които от 1815 до 1917 г. са в лична уния с Руската империя.
Образувано е на Виенския конгрес, на който Русия получава по-голямата част от Варшавското княжество, Прусия – Великото херцогство Познан, а Австрийската империя – Галиция и град Краков.
Полското кралство заема централната част на Полша: Варшава, Лодз и Сувалки (част от Литва). Има площ от 127 хил. km² и население 2,7 млн. души (1816 г.).

## История
През 1815 г. участниците на Виенския конгрес определят новите граници в Европа. Русия предявява претенции над източните земи на Варшавското княжество, на територията на което е създадено автономно Полско кралство, което е в лична уния с Руската империя. Така руският император Александър I добавя към своята пълна титла и названието „Цар полски“. През ноември 1815 г. император Александър I триумфално влиза във Варшава, където дава либерална конституция, утвърждава нов герб на Полското кралство и назначава правителство начело с великия княз Константин Павлович.
Политиката на Александър I спрямо Полското кралство е благосклонна. Поощрява икономическото развитие на кралството и през 1825 г. руското правителство отменя митническата граница между Полското кралство и останалата част от Империята. По този начин руското правителство интегрира икономиката на Полското кралство и въвежда високи митнически такси на стоките, идващи от Австрия и Прусия.
След смъртта на Александър I на руския престол се възкачва неговият брат Николай I, който има консервативни възгледи и провежда твърда политика спрямо Полското кралство. За да покаже зависимостта на Полша от волята на руския император, той избира да бъде коронован в бившия кралски дворец „Замке“ във Варшава. След антируското Ноемврийско въстание от 1830 г. Николай I наказва Полското кралство, като го лишава от автономния му статут, унищожава полската армия и възстановява митническата граница.
Политиката на император Николай I се характеризира с усилване на русификацията на Полското кралство. През 1830 – 1840 г. в столицата Варшава са назначени първите чиновници с висок ранг от Санкт Петербург.
Следващият руски император Александър II амнистира участниците в полското въстание от 1830 – 1831 г. по случай своята коронация през август 1856 г., но след седем години, през 1863 г., избухва ново антируско въстание, известно под името Януарско въстание.
След потушаването на въстанието руският цар решава окончателно да „русифицира“ Полското кралство. Така названието „Полско кралство“ е премахнато и е заменено с термина „Привислие“ или „Привислински край“. В резултат на провежданата политика на засилена русификация, през 1860-те г. руското правителство изпраща в Полското кралство много чиновници от областта на правосъдието, образованието и здравеопазването, както и технически специалисти. През 1880 г. на цялата територия на Привислието руските власти забраняват изучаването на полски език в училищата. Политиката на русификация увеличава процента на руснаците, заемащи висши административни постове. Тя довежда до радикализация на полската интелигенция и политически елит и на 1 март 1881 г. полякът Игнати Гриневицки, член на радикалното движение „Народна воля“, убива при атентат руския император Александър II.
По време на Руската революция от 1905 – 1907 г. поляците също въстават и едно от исканията им е получаването на възможност за обучение на полски език. След края на бунтовете руският император издава манифест, с който отново са възстановени училищата с преподаване на полски език.
След началото на Първата световна война, през 1915 г., територията на Привислието е окупирана от войските на Централните сили и така Полското кралство е ликвидирано.

## Административно деление
| губерния             | център на губерния | площ (хил. km²) | население (хил. души)1905 |
| -------------------- | ------------------ | --------------- | ------------------------- |
| Варшавска губерния   | Варшава            | 17,6            | 2233                      |
| Калишка губерния     | Калиш              | 11,3            | 964                       |
| Келецка губерния     | Келце              | 10,2            | 899                       |
| Ломжинска губерния   | Ломжа              | 10,6            | 645                       |
| Люблинска губерния   | Люблин             | 16,9            | 1341                      |
| Петроковска губерния | Петроков           | 12,2            | 1640                      |
| Плоцка губерния      | Плоцк              | 9,4             | 613                       |
| Радомска губерния    | Радом              | 12,4            | 917                       |
| Седлецка губерния    | Седлец             | 14,3            | 894                       |
| Сувалкска губерния   | Сувалки            | 12,4            | 629                       |

## Политика
Глава на Полското кралство е руският император. От 1815 до 1830 г. Полша има своя конституция и се ползва с автономен статут.

## Царе на Полша
- Александър I (1815 – 1825)
- Николай I (1825 – 1855)
- Александър II (1855 – 1881)
- Александър III (1881 – 1894)
- Николай II (1894 – 1915)